# 林允卿墓道碑
24°06′10″N 120°40′30″E / 24.102741°N 120.675135°E
林允卿墓道碑，位於臺灣臺中市大里區進士公園，為霧峰林家林文欽墓的神道碑，今列臺中市文化資產。

## 歷史
霧峰林家的林文欽是在1900年去世，遺體從香港運到大里區爽文路旁安葬，並於墓園二百多公尺遠處的樹王路樹立唐山石彫刻的墓道碑。林文欽為光緒十九年（1893年）恩科舉人第七十九名，所以碑刻「誥授中憲大夫鄉進士允卿林公墓道」。

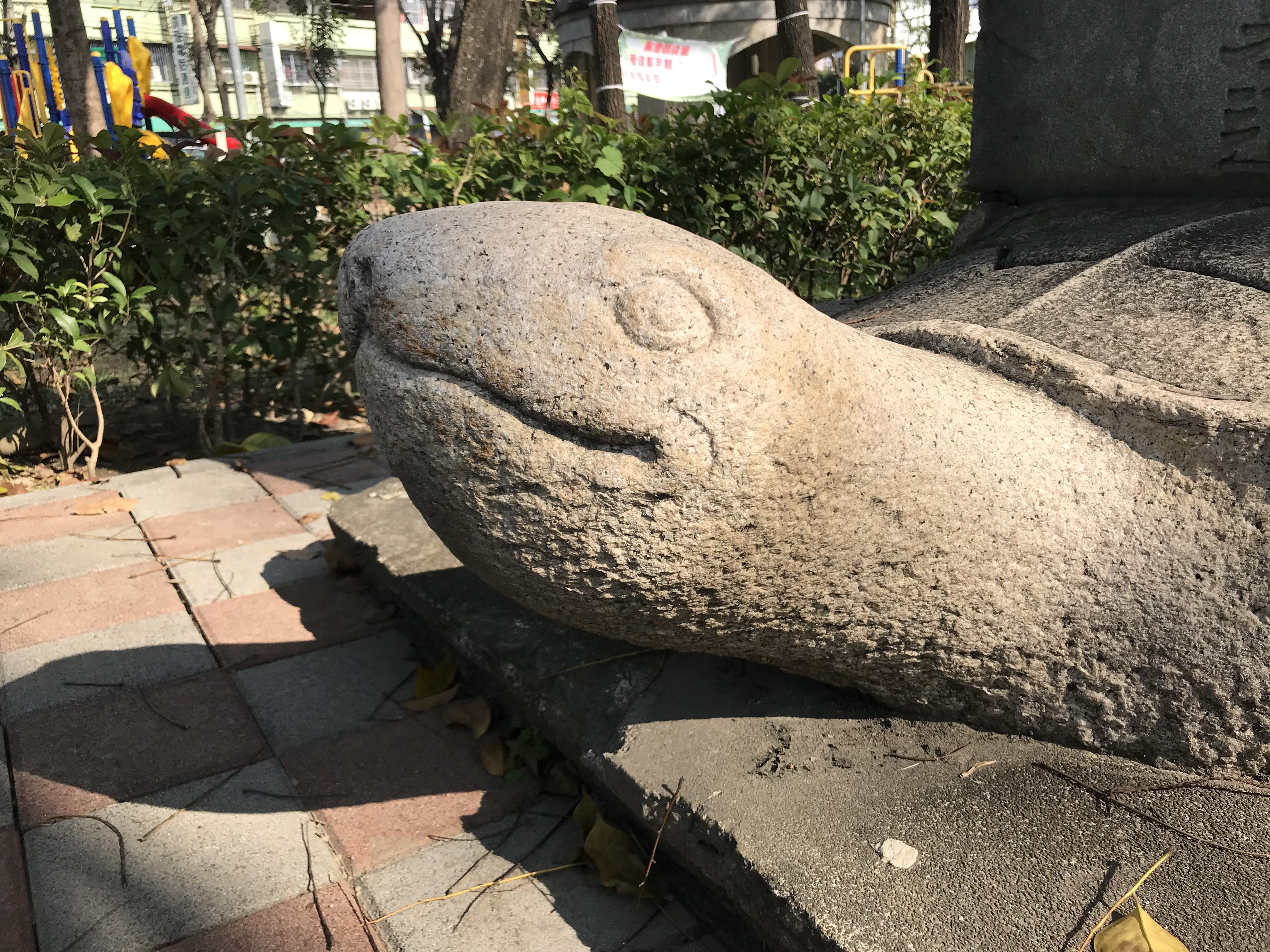
贔屭頭部

碑址原為大里農會旁。二十世紀中葉時，地方常發生家蓄死亡及車禍，人們被認為是墓道碑的贔屭在晚上作怪，除在龜嘴加封水泥，又在旁設土地公祠鎮守。
之後，墓道碑址被劃為大里市二期重劃區的住宅區而面臨移除時，林文欽兒子林獻堂是臺灣文化運動重要代表人物，使此文物受重視。2001年4月11日，時任明台中學校務秘書、林家後代的林承峰與明台中學校長林垂益，拜訪大里市市長簡肇棟，表明此碑是林家財產，不希望遷移到鄰近的公園內，而是遷到林允卿墓區內。2002年7月29日，大里市長林仲毅與立委簡肇棟等人到明台中學拜訪林芳瑛、林垂益等人，結論是將碑遷到鄰近的八號公園，並將公園改名叫「進士公園」。2003年6月5日，在大里市長林仲毅、林家後代林芳瑛等人祭拜後，將碑遷到德芳路和爽文路口的進士公園。